# Morgade
Morgade é uma povoação portuguesa sede da Freguesia de Morgade do Município de Montalegre, freguesia com 20,95 km² de área e 195 habitantes (censo de 2021), tendo, por isso, uma densidade populacional de 9,3 hab./km².

## Demografia
A população registada nos censos foi:
| Distribuição da População por Grupos Etários | Distribuição da População por Grupos Etários | Distribuição da População por Grupos Etários | Distribuição da População por Grupos Etários | Distribuição da População por Grupos Etários |
| -------------------------------------------- | -------------------------------------------- | -------------------------------------------- | -------------------------------------------- | -------------------------------------------- |
| Ano                                          | 0-14 Anos                                    | 15-24 Anos                                   | 25-64 Anos                                   | > 65 Anos                                    |
| 2001                                         | 23                                           | 28                                           | 132                                          | 92                                           |
| 2011                                         | 16                                           | 16                                           | 112                                          | 84                                           |
| 2021                                         | 15                                           | 9                                            | 81                                           | 90                                           |

## História
Em Morgade existiu um núcleo da Colónia Agrícola do Barroso, criada pela Junta de Colonização Interna, designada por Aldeia de Criande. Foi construído em 1945 e possuía 31 casais agrícolas, numa área de 2,25 hectares.

## Localidades
A freguesia é composta por quatro aldeias:
- Carvalhais
- Criande
- Morgade
- Rebordelo

## Património
- Igreja Matriz de Morgade;
- Capela de Nossa Senhora das Neves;
- Capela de São Tiago.